# Jurij Vasziljevics Jakovlev
Jurij Vasziljevics Jakovlev (oroszul: Юрий Васильевич Яковлев; Moszkva, 1928. április 25. – Moszkva, 2013. november 30.) orosz színész.

## Pályája
Iskolái után először a moszkvai filmfőiskolára jelentkezett, de a felvételi vizsgán nem felelt meg. 1948-ban felvették a Scsukin Színiiskolába, majd azt elvégezve, 1952-ben a moszkvai Vahtangov Színház társulatának tagja lett és színészi pályájának végéig az is maradt. Évtizedeken át a színház egyik vezető színészének számított.
1956-ban kezdett filmezni, egy vidéki színészt alakított mellékszereplőként egy zenés vígjátékban. Két évvel később született az a film, amely hazáján kívül is ismertté tette nevét. Dosztojevszkij A félkegyelmű című regényének filmváltozatában Ivan Pirjev rendező a főhős, Miskin herceg szerepét bízta rá. A forgatókönyv hiányosságai és a rendezés teátrális megoldásai ellenére a film rendkívüli sikert aratott, és ebben jelentős része volt Jakovlev mélyen átélt alakításának. A másik nagy orosz klasszikus, Lev Tolsztoj Anna Karenina című regényének filmváltozatában (1967) Sztyiva Oblonszkij alakját formálta meg, ez egyik kedvenc filmszerepe volt.
Eldar Rjazanov rendező könnyebb hangvételű filmjeiben is hálás szerepeket kapott: a Huszárkisasszony (1962) huszárhadnagyaként az akkori fiatal lányok szívét dobogtatta meg, A sors iróniája (1975) című tv-film szintén országos siker lett. Leonyid Gajdaj rendező Mihail Bulgakov darabja nyomán készített nagy sikerű vígjátékában (Halló, itt Iván cár!, 1973) egyszerre két szerepet alakított. Georgij Danyelija rendező Kin-dza-dza című sci-fi-jét partnereivel: Jevgenyij Leonov és Sztanyiszlav Ljubsinnal vitte sikerre.
Összesen közel hetven mozi- és tv-filmben szerepelt, az 1980-as évek közepétől főként krimikben, tv-sorozatokban. Érdekesség, hogy egy kevéssé ismert magyar rendező, Tóth Tamás is készített vele filmet, Vasisten gyermekei címmel. ) További érdekesség, hogy 1972-ben meséskönyve is megjelent magyarul: Megyek az orrszarvú után.

## Filmjei
- 1956 – Két színésznő, egy szerep (На подмостках сцены) – (r.: Konsztantyin Jugyin)
- 1956 – Sok hűhó semmiért (Много шума из ничего) – (A Shakespeare-vígjáték színházi előadásának felvétele)
- 1956 – Rendkívüli nyár (Необыкновенное лето) – (Konsztantyin Fegyin azonos című regénye alapján. r.: Vlagyimir Baszov)
- 1958 – A szél (Ветер) – (r.: Alekszandr Alov, Vlagyimir Naumov)
- 1958 – A félkegyelmű (Идиот) – (Dosztojevszkij regényéből, Miskin herceg szerepében. r.: Ivan Pirjev)
- 1959 – A hajnal elébe (Заре навстречу)
- 1961 – Ember sehonnan (Человек ниоткуда) – (r.: Eldar Rjazanov)
- 1962 – Huszárkisasszony (Гусарская баллада) – (r.: Eldar Rjazanov)
- 1962 – Az esztelenek bírósága (Суд сумасшедших) – (r.: Grigorij Rosal)
- 1963 – A prágai tréfacsináló (Большая дорога) – (r.: Jurij Ozerov)
- 1964 – Könnyű élet (Лёгкая жизнь) – (r.: Venyiamin Dorman)
- 1965 – Orosz erdő 1–2. (Русский лес) – (r.: Vlagyimir Petrov)
- 1965 – Barátok és évek (Друзья и годы) – (r.: Viktor Szokolov)
- 1966 – Pisztolylövés (Выстрел) – (Puskin elbeszélése alapján)
- 1966 – Lány a gömbön (Девочка на шаре)
- 1967 – Anna Karenina (Анна Каренина) – (Lev Tolsztoj regényéből, Sztyiva Oblonszkij szerepében. r.: Alekszandr Zarhi)
- 1968 – A kalandor csődje, 1–2. rész (Крах)
- 1969 – Szarvaskirály (Король-олень)
- 1969 – A „Sirály” születése (Сюжет для небольшого рассказа) – (r.: Szergej Jutkevics)
- 1970 – Dráma a vadászaton (Драма на охоте) – ([Tv-játék Csehov kisregényéből)
- 1971 – Sirály (Чайка) – (Csehov drámájának filmváltozata. r.: Julij Karaszik)
- 1972 – Veszélyes fordulat (Опасный поворот) – (Három részes tv-film John Boynton Priestley színdarabjából)
- 1973 – Halló itt Iván cár! (Иван Васильевич меняет профессию) – (Mihail Bulgakov színdarabja alapján. r.: Leonyid Gajdaj)
- 1972 – Összecsapás (Схватка)
- 1974 – Földi szerelem (Любовь земная) – (r.: Jevgenyij Matvejev)
- 1974 – A milliomosnő (Миллионерша) – (G. B. Shaw színműve; színházi előadás filmváltozata)
- 1975 – A sors iróniája (Ирония судьбы, или С лёгким паром! ) – (Tv-film, r.: Eldar Rjazanov)
- 1977 – Sors (Судьба) – (A Földi szerelem folytatása. r.: Jevgenyij Matvejev)
- 1977 – Julija Vrevszkaja (Юлия Вревская) – (Szovjet-bolgár film)
- 1978 – Három borús nap (Три ненастных дня) – (Tv-film)
- 1979 – Bársonyos ősz (Бархатный сезон) – (Szovjet–svájci film)
- 1979 – Költemény a szárnyakról (Поэма о крыльях)
- 1980 – Az ideális férj (Идеальный муж) – (Oscar Wilde színdarabjának filmváltozata. r.: Viktor Georgijev)
- 1980 – Mi, alulírottak (Мы, нижеподписавшиеся) – (Tv-film. r.: Tatyjana Lioznova)
- 1980 – Három év (Три года) – (Tv-film Anton Csehov elbeszélése alapján. r.: Dmitrij Dolinyin, Sztanyiszlav Ljubsin)
- 1981 – Bolond pénz (Бешеные деньги) – (A. N. Osztrovszkij drámája alapján. r.: Jevgenyij Matvejev)
- 1981 – Karnevál (Карнавал)
- 1985 – A moszkvai csata (Битва за Москву) – (Négy részes szovjet–csehszlovák–NDK film. r.: Jurij Ozerov)
- 1986 – Levsa (Левша)
- 1986 – Kin-dza-dza (Кин-дза-дза) – (r.: Georgij Danyelija)
- 1987 – Nyomozást megkezdeni (К расследованию приступить)
- 1987 – A jelölt (Претендент)
- 1987 – A fiúk ideje (Время сыновей) – (r.: Jevgenyij Matvejev)
- 1988 – A nadrág (Штаны)
- 1990 – Csapda egy magányos férfi számára (Ловушка для одинокого мужчины)
- 1991 – A Szuhovo-Kobilin ügy (Дело Сухово-Кобылина) – (Három részből álló tv-film)
- 1991 – Alekszandr Nyevszkij siratása (Плащаница Александра Невского)
- 1991 – Masenyka (Машенька)
- 1991 – Hét nap a gyilkosság után (Семь дней после убийства)
- 1991 – … (Виват, гардемарины!)
- 1992 – … (Гардемарины 3)
- 1992 – Kedves urak (Милостивые государи)
- 1992 – Táncoló kísértetek (Танцующие призраки)
- 1993 – Vasisten gyermekei (Дети чугунных богов) – (r.: Tóth Tamás)
- 1993 – Botcsinálta szuperman, avagy az erotikus mutáns (Супермен поневоле, или Эротический мутант)
- 1994 – Az évszázad tragédiája (Трагедия века) – (r.: Jurij Ozerov)
- 1995 – A tolvajnő (Воровка)
- 1995 – Az élet apró dolgai (Мелочи жизни) – (74 részes tv-sorozat)
- 1997 – Monsoreau grófnő (Графиня де Монсоро) – (26 részes tv-sorozat Alexandre Dumas regénye alapján)
- 1998 – Régi dalok a lényegről (Старые песни о главном) – (Tv-film. r.: Vaszilij Picsul)
- 2006 – Az egyes gyors (Первый скорый)
- 2007 – A sors iróniája (Ирония судьбы. Продолжение) – (Eldar Rjazanov 1975. évi, azonos című filmjének folytatása)

## jegyzetek
1. ↑  Скончался актер Юрий Яковлев (oroszul)
2. ↑  Tóth Tamás. Imdb. (Hozzáférés: 2010. december 21.)